# Сулинський (заказник, втрачений)
«Сулинський»  — втрачений заказник в Україні.

## Розташування
Існував у акваторії Сулинської затоки в межах створу «“Жовнівська круча” — Мозоліївка» і р. Сула на ділянці від гирла до с. Бурімка Черкаської області.

## Пам'ятка
Оголошений рішенням Черкаського облвиконкому № 367 від 27 червня 1972. Виділений як місце концентрації та нагулу цінних видів риб — судака, в'язя, коропа, щуки та інших.
Знаходився під охороною Кременчуцької держрибінспекції. Місце нересту і нагулу риби. 
Площа — 2500 га.

## Скасування
Рішенням Черкаської обласної ради № 177 від 19 березня 1976 «Про приведення заповідних об'єктів природи у відповідність з новою класифікацією» заказник скасували. Скасування статусу відбулось без зазначення причини в рішенні обласної ради.
В подальшому на місці заказника утворені інші заказники, а згодом — Нижньосульський національний природний парк.